# Sclaigneaux
Sclaigneaux ist ein ehemaliger belgischer Industrieort in der Provinz Namur zwischen Champion (Namur) und Andenne. 1962 gab es hier noch eine Horizontalpendelstation. Heute ist es ein Naturschutzgebiet.